# Lega Basket Femminile

Logo ufficiale fino al 2017

La Lega Basket Femminile è l'associazione che, di concerto con la Federazione Italiana Pallacanestro, organizza i principali tornei italiani di pallacanestro femminile come i campionati di Serie A1, Serie A2 e gli eventi di Lega: Opening Day (prima Giornata di Campionato A1), Supercoppa Italiana, Coppa Italia Serie A1, Coppa Italia Serie A2.
Ha sede in Lungotevere Flaminio 80 a Roma. È presieduta da Massimo Protani.
Precedentemente si chiamava Lega Femminile Pallacanestro ed aveva sede a Legnago.
Si occupa delle divisioni nazionali del campionato italiano: la Serie A1 e la Serie A2. Organizza inoltre la Coppa Italia, la Coppa Italia di Serie A2, la Supercoppa italiana e l'Opening Day (Prima Giornata di Campionato).